# Hilos de amor
Hilos de amor —también conocida como Mariana & Scarlett o Por amor a ti— es una telenovela colombiana producida por Caracol Televisión en 2010. Esta protagonizada por Carolina Acevedo, Carolina Guerra y Patrick Delmas, con las participaciones antagónicas de Bianca Arango y Juliana Galvis. 

## Sinopsis
Mariana y Scarlett son dos hermanas de clase media y consideradas "cachesudas" (un colombianismo de uso reciente que se usa para definir a una persona distinguida y con un estilo muy personal); son luchadoras y poseen un gran anhelo de superación. Pero ahí terminan los parecidos. Mientras Mariana es seria, dulce, serena y quiere hacer todo por el camino correcto, Scarlett es divertida, pícara, agresiva y prefiere hacer las cosas por la vía rápida. La primera desea montar su propio taller de confecciones y hacer sus propios diseños; la segunda, ser una modelo internacionalmente reconocida.
En su camino hacia sus sueños, ambas se cruzarán con Roberto White (Patrick Delmas), un millonario dueño de una textilera, cuyo matrimonio está roto. Mientras consigue el divorcio, Roberto saldrá con las dos hermanas pero con identidades diferentes. Con Scarlett, Roberto utilizará su verdadera identidad, mientras que con Mariana será Bobby, empleado en una agencia de seguridad.
Cuando Roberto se da cuenta de que se ha enamorado de Mariana, rompe con Scarlett, pero la dicha no le durará mucho, ya que Mariana no tarda en descubrir el engaño y romper con él para siempre. Scarlett, por su parte, descubre que Roberto la abandonó por Mariana, lo que hace que su relación con su hermana quede irreversiblemente dañada. Ambas se convierten entonces en rivales por el amor del mismo hombre.

## Dato Curioso
Carolina Acevedo y Carolina Guerra en una oportunidad habían hecho el papel de hermanas en una serie de 2007 de Caracol Televisión llamada El ventilador.
Precisamente Carolina Guerra protagoniza una telenovela con el nombre que lleva en esta historia Scarlet, producción de Telemundo studios.

## Reparto
| Actor / Actriz     | Personaje |
| ------------------ | --- |
| Carolina Acevedo   | Mariana García (Media - hermana mayor de Scarlett, novia de Fabricio con quien termina al enterarse de que está casado, se involucra con Bobby Casablanca sin saber que es Roberto White al enterarse queda un tiempo sola , vuelve con Roberto pero lo termina por una promesa que le hizo a Beatriz, se involucra en una relación sentimental con Juan Carlos "hasta el punto de casarse". Al final se casa con Roberto White y queda embarazada de él.) (PROTAGONISTA) |
| Carolina Guerra    | Scarlett García (Media - hermana menor de Mariana, su aspiración en la vida es ser una gran modelo de talla internacional. Su primera relación sentimental fue con Fernando con quien terminó por ser un don nadie, se involucró con Roberto White declarándole la guerra a Beatriz, es acusada de ser la amante de Miguel Ángel debido a un enredo de Lina Durán , regresa con Fernando y termina con él para volver con Roberto White y esta vez declarándole la guerra a Mariana. Al final se reconcilia con Mariana y se concentra en su ascendente carrera de modelo.) (PROTAGONISTA) |
| Patrick Delmas     | Roberto White / Bobby Casablanca (esposo de Beatriz Durán, se involucra en doble relación sentimental con dos hermanas una es Scarlett, la cual sabe que es un millonario exitoso y la otra es Mariana, quien no sabe nada de su vida cotidiana, su matrimonio con Beatriz Durán depende de un hilo quien lo rompe Scarlett y lo termina de destruir Mariana inconscientemente, se separa de Beatriz, vuelve con Mariana, termina con Mariana, vuelve con Scarlett, termina con Scarlett, se mete en enredos sentimentales con Lina Durán "hasta el punto de un falso matrimonio", al final queda con Mariana.) (PROTAGONISTA) |
| Bianca Arango      | Beatriz Durán (esposa de Roberto White, hermana mayor de Lina y dueña de su propia firma, defiende a toda costa que su matrimonio no se acabe pero las hermanas García lo destruyen. Su hermana Lina le consigue un amante "Miguel Ángel", se enamora perdidamente de Miguel Ángel pero desgraciadamente padece de cáncer de colon del cual su hermana se aprovecha inventándole a Roberto un falso embarazo e inventando que Fernando es el amante de ella, al padecer sus últimos días le inyectan morfina pero antes de morir le deja su empresa a Mariana García por apoyarla en el poco transcurso y además la libera del veto de estar con Roberto. Al final fallece debido a su cáncer pero más por la morfina que le aplicó su hermana.) (ANTAGONISTA BUENA) |
| Juliana Galvis     | Lina Durán (hermana menor de Beatriz Durán, llega con la idea de casarse con Gonzalo White y arreglar el matrimonio de Roberto y Beatriz, rompe con la relación con Gonzalo White al enterarse de que todo su dinero lo maneja Roberto White, mantiene una relación con Miguel Ángel y lo obliga a hacer el amante de Beatriz, mantiene un romance con Fernando ya que se obsesiona con él. Malvada y única villana de la historia quien se encarga de formar los hilos de esta historia y a la vez desatarlos. Al fallecer su hermana quiere pagar venganza con Mariana y quiere quedarse con Roberto. Asesina a Fabricio debido a asuntos de negocios y aprovecha este suceso para inculpar a Mariana, manda matar a Mariana pero sus planes le salen mal. Al final la termina matando el mismo hombre que mando contratar para que matara a Mariana.) (ANTAGONISTA MALA) |
| Juan Diego Sánchez | Fernando "Fercho" León (exnovio de Scarlett, consigue otra novia para olvidar a Scarlett pero no lo consigue. Consigue la oportunidad de su vida gracias a Beatriz Durán, se involucra en una relación con Lina e inconscientemente es juzgado por ser el supuesto amante de Beatriz. Al final queda solo pero con una gran amistad con Tony.) (REPARTO) |
| Pedro Pallares     | Juan Carlos "Juanca" Durán (primo de las hermanas Durán, al inicio de esta historia parece estar enamorado de Beatriz pero es algo inconcluso. Se enamora de Mariana y logra conseguir una promesa de matrimonio pero se destruye por Roberto White. al final se queda con Adriana ya que se enamoró de ella tras trabajar muchos días con ella.) (REPARTO) |
| Alejandro López    | Miguel Ángel Lozano (mejor amigo de Roberto White, al inicio de esta historia se involucra con Adriana en una relación que no tiene progreso, mantiene como amante a Lina Durán y se enamora de Beatriz Durán y se vuelve su amante a pesar de que siga casada con Roberto White "su mejor amigo", deja embarazada a Adriana. Al final de esta historia queda obsesionado con Scarlett.) (REPARTO) |
| Nicolle Santamaría | Adriana "Adri" del Pilar (mejor amiga de Scarlett, se enamora de Miguel Ángel hasta el punto de quedar embarazada, sufre y llora en todo el transcurso de esta historia por culpa de Miguel Ángel. Al final se olvida de Miguel Ángel y se enamora de Juan Carlos.) (REPARTO) |
| Andrés Parra       | Antonio "Tony" Buendía (cómplice de Lina, es la persona que se encarga de regar el chisme de los falsos romances de esta historia. Al final parece que se enamora de Fernando.) (REPARTO) |
| Carlos Duplat      | Gonzalo White (padre de Roberto, quiere casarse con Lina pero no lo consigue pero tiempo después se da cuenta del tipo de persona que es.) (REPARTO) |
| Saín Castro        | Augusto García (padre de Mariana y Scarlett, enamorado y con sed de venganza por los White. Al final de esta historia regresa con su esposa y olvida su venganza.) (REPARTO) |
| Luigi Aycardi      | Fabricio Donisetti (casado pero enamorado de Mariana, rompe con Mariana porque ella no admite que este casado. Al final quiere arreglar todo con Mariana pero no lo consigue. Lina lo mata de un golpe con un cenicero en la cabeza inculpando a Mariana.) (REPARTO) |

## Producciones relacionadas
- Secretos de familia
- Bella calamidades
- Tierra de cantores
- La Teacher de inglés
- Confidencial
- El Clon
- La magia de Sofía
- El ventilador
- Meu Amor
- Diseñando Tu Amor